# Peter Guinari
Peter Guinari (Bangui, 2 giugno 2001) è un calciatore centrafricano, difensore del Krumovgrad e della nazionale centrafricana.

## Carriera

### Club
Dopo aver trascorso tre stagioni nelle serie minori tedesche, nella stagione 2022-2023 ha giocato 17 partite nella prima divisione lussemburghese con la maglia del Wiltz 71. Successivamente si è trasferito al Telstar, club della seconda divisione olandese, con cui ha giocato 7 partite. Nella stagione 2024-2025 ha giocato 5 partite nella quarta divisione tedesca con il Türkgücü per poi trasferirsi nella seconda divisione bulgara al Krumovgrad.

### Nazionale
Il 1º settembre 2021 debutta con la nazionale centrafricana in occasione dell'incontro valido per le qualificazioni al campionato mondiale di calcio 2022 contro Capo Verde.

## Statistiche
Statistiche aggiornate al 1º maggio 2023.

### Presenze e reti nei club
| Stagione          | Squadra           | Campionato        | Campionato | Campionato | Coppe nazionali | Coppe nazionali | Coppe nazionali | Coppe continentali | Coppe continentali | Coppe continentali | Altre coppe | Altre coppe | Altre coppe | Totale | Totale |
| Stagione          | Squadra           | Comp              | Pres       | Reti       | Comp            | Pres            | Reti            | Comp               | Pres               | Reti               | Comp        | Pres        | Reti        | Pres   | Reti   |
| ----------------- | ----------------- | ----------------- | ---------- | ---------- | --------------- | --------------- | --------------- | ------------------ | ------------------ | ------------------ | ----------- | ----------- | ----------- | ------ | ------ |
| 2020-gen. 2021    | Monaco 1860 II    | OL                | 9          | 0          | -               | -               | -               | -                  | -                  | -                  | -           | -           | -           | 9      | 0      |
| gen.-giu. 2021    | Pipinsried        | OL                | 1          | 0          | -               | -               | -               | -                  | -                  | -                  | -           | -           | -           | 1      | 0      |
| 2021-2022         | Pipinsried        | RL                | 29         | 1          | -               | -               | -               | -                  | -                  | -                  | -           | -           | -           | 29     | 1      |
| Totale Pipinsried | Totale Pipinsried | Totale Pipinsried | 30         | 1          |                 | -               | -               |                    | -                  | -                  |             | -           | -           | 30     | 1      |
| 2022-2023         | Wiltz 71          | DN                | 16         | 0          | CL              | 1               | 0               | -                  | -                  | -                  | -           | -           | -           | 17     | 0      |
| Totale carriera   | Totale carriera   | Totale carriera   | 46         | 1          |                 | 1               | 0               |                    | -                  | -                  |             | -           | -           | 47     | 1      |

### Cronologia presenze e reti in nazionale
| Cronologia completa delle presenze e delle reti in nazionale ― Rep. Centrafricana | Cronologia completa delle presenze e delle reti in nazionale ― Rep. Centrafricana | Cronologia completa delle presenze e delle reti in nazionale ― Rep. Centrafricana | Cronologia completa delle presenze e delle reti in nazionale ― Rep. Centrafricana | Cronologia completa delle presenze e delle reti in nazionale ― Rep. Centrafricana | Cronologia completa delle presenze e delle reti in nazionale ― Rep. Centrafricana | Cronologia completa delle presenze e delle reti in nazionale ― Rep. Centrafricana | Cronologia completa delle presenze e delle reti in nazionale ― Rep. Centrafricana |
| Data                                                                              | Città                                                                             | In casa                                                                           | Risultato                                                                         | Ospiti                                                                            | Competizione                                                                      | Reti                                                                              | Note                                                                              |
| --------------------------------------------------------------------------------- | --------------------------------------------------------------------------------- | --------------------------------------------------------------------------------- | --------------------------------------------------------------------------------- | --------------------------------------------------------------------------------- | --------------------------------------------------------------------------------- | --------------------------------------------------------------------------------- | --------------------------------------------------------------------------------- |
| 1-9-2021                                                                          | Douala                                                                            | Rep. Centrafricana                                                                | 1 – 1                                                                             | Capo Verde                                                                        | Qual. Mondiali 2022                                                               | -                                                                                 |                                                                                   |
| 6-9-2021                                                                          | Douala                                                                            | Rep. Centrafricana                                                                | 0 – 1                                                                             | Liberia                                                                           | Qual. Mondiali 2022                                                               | -                                                                                 |                                                                                   |
| 7-10-2021                                                                         | Lagos                                                                             | Nigeria                                                                           | 0 – 1                                                                             | Rep. Centrafricana                                                                | Qual. Mondiali 2022                                                               | -                                                                                 |                                                                                   |
| 10-10-2021                                                                        | Douala                                                                            | Rep. Centrafricana                                                                | 0 – 2                                                                             | Nigeria                                                                           | Qual. Mondiali 2022                                                               | -                                                                                 |                                                                                   |
| 13-11-2021                                                                        | Mindelo                                                                           | Capo Verde                                                                        | 2 – 1                                                                             | Rep. Centrafricana                                                                | Qual. Mondiali 2022                                                               | -                                                                                 |                                                                                   |
| 16-11-2021                                                                        | Tangeri                                                                           | Liberia                                                                           | 3 – 1                                                                             | Rep. Centrafricana                                                                | Qual. Mondiali 2022                                                               | -                                                                                 |                                                                                   |
| 23-3-2022                                                                         | Dar es Salaam                                                                     | Tanzania                                                                          | 3 – 1                                                                             | Rep. Centrafricana                                                                | Amichevole                                                                        | -                                                                                 |                                                                                   |
| 26-3-2022                                                                         | Bangui                                                                            | Rep. Centrafricana                                                                | 0 – 0                                                                             | Sudan                                                                             | Amichevole                                                                        | -                                                                                 |                                                                                   |
| 1-6-2022                                                                          | Luanda                                                                            | Angola                                                                            | 2 – 1                                                                             | Rep. Centrafricana                                                                | Qual. Coppa d'Africa 2023                                                         | -                                                                                 |                                                                                   |
| 5-6-2022                                                                          | Luanda                                                                            | Rep. Centrafricana                                                                | 1 – 1                                                                             | Ghana                                                                             | Qual. Coppa d'Africa 2023                                                         | -                                                                                 | 63’                                                                               |
| 23-3-2023                                                                         | Antananarivo                                                                      | Madagascar                                                                        | 0 – 3                                                                             | Rep. Centrafricana                                                                | Qual. Coppa d'Africa 2023                                                         | -                                                                                 |                                                                                   |
| 27-3-2023                                                                         | Douala                                                                            | Rep. Centrafricana                                                                | 0 – 3                                                                             | Madagascar                                                                        | Qual. Coppa d'Africa 2023                                                         | -                                                                                 |                                                                                   |
| 11-6-2023                                                                         | Douala                                                                            | Rep. Centrafricana                                                                | 1 – 1                                                                             | Uganda                                                                            | Amichevole                                                                        | -                                                                                 |                                                                                   |
| 17-6-2023                                                                         | Douala                                                                            | Rep. Centrafricana                                                                | 1 – 2                                                                             | Angola                                                                            | Qual. Coppa d'Africa 2023                                                         | -                                                                                 | 53’                                                                               |
| 7-9-2023                                                                          | Kumasi                                                                            | Ghana                                                                             | 2 – 1                                                                             | Rep. Centrafricana                                                                | Qual. Coppa d'Africa 2023                                                         | -                                                                                 |                                                                                   |
| 17-11-2023                                                                        | Moroni                                                                            | Comore                                                                            | 4 – 2                                                                             | Rep. Centrafricana                                                                | Qual. Mondiali 2026                                                               | -                                                                                 |                                                                                   |
| 25-3-2024                                                                         | Colombo                                                                           | Rep. Centrafricana                                                                | 4 – 0                                                                             | Papua Nuova Guinea                                                                | Amichevole                                                                        | -                                                                                 | 56’                                                                               |
| 5-6-2024                                                                          | Oujda                                                                             | Rep. Centrafricana                                                                | 1 – 0                                                                             | Ciad                                                                              | Qual. Mondiali 2026                                                               | -                                                                                 | 46’                                                                               |
| 18-11-2024                                                                        | Johannesburg                                                                      | Rep. Centrafricana                                                                | 0 – 1                                                                             | Gabon                                                                             | Qual. Coppa d'Africa 2025                                                         | -                                                                                 |                                                                                   |
| 19-3-2025                                                                         | Casablanca                                                                        | Rep. Centrafricana                                                                | 1 – 4                                                                             | Madagascar                                                                        | Qual. Mondiali 2026                                                               | -                                                                                 | 57’                                                                               |
| 24-3-2025                                                                         | Casablanca                                                                        | Rep. Centrafricana                                                                | 0 – 0                                                                             | Mali                                                                              | Qual. Mondiali 2026                                                               | -                                                                                 |                                                                                   |
| Totale                                                                            |                                                                                   | Presenze                                                                          | 21                                                                                |                                                                                   | Reti                                                                              | 0                                                                                 |                                                                                   |